# Bozkurt (Kastamonu)
Bozkurt es una ciudad y distrito de la provincia de Kastamonu en la Región del Mar Negro, región de Turquía. Según el censo de 2010, la población del distrito era de 8.945 habitantes, de los cuales 5.074 viven en la ciudad de Bozkurt. El distrito cubre una superficie de 286 km² y la ciudad se encuentra a una altitud de 239 m (784 pies).

## Pueblos
El distrito tiene las siguientes poblaciones: Alantepe, Ambarcılar, Bayramgazi, Beldeğirmeni, Çiçekyayla, Darsu, Dursun, Görentaş, Günvakti, Güngören, Işığan, Ibrahim, Inceyazı, Kayalar, Kestanesökü, Keşlik, Kızılcaelma, Kirazsökü, Koşmapınar, Köseali, Kutluca, Mamatlar, Ortasökü, Sakızcılar, Sarıçiçek, Şeyhoğlu, Tezcan, Ulu, Yakaören (Ilişi), Yaşarlı y Yaylatepe.

## Galería de imágenes

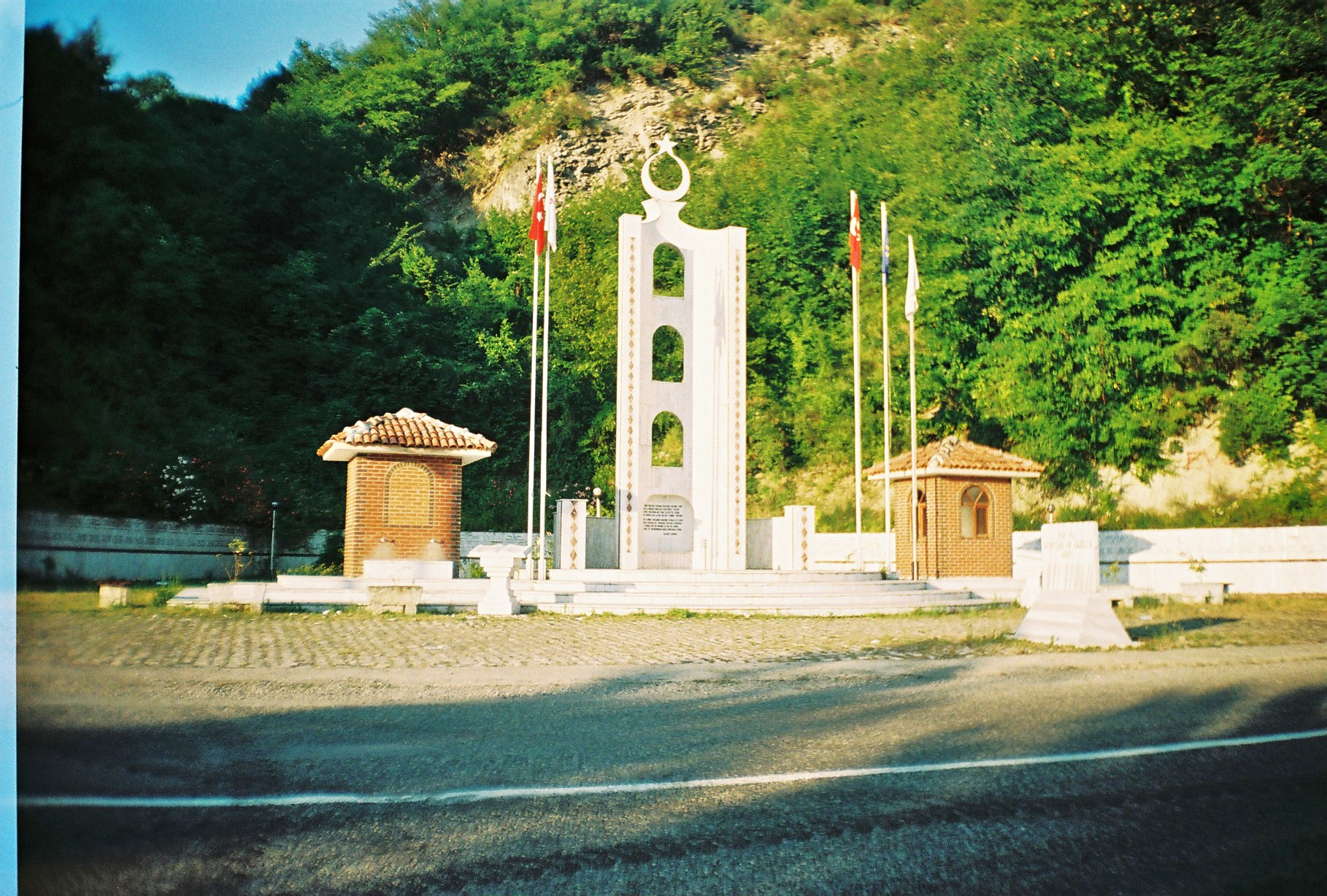
Monumento conmemorativo de la guerra y el cementerio
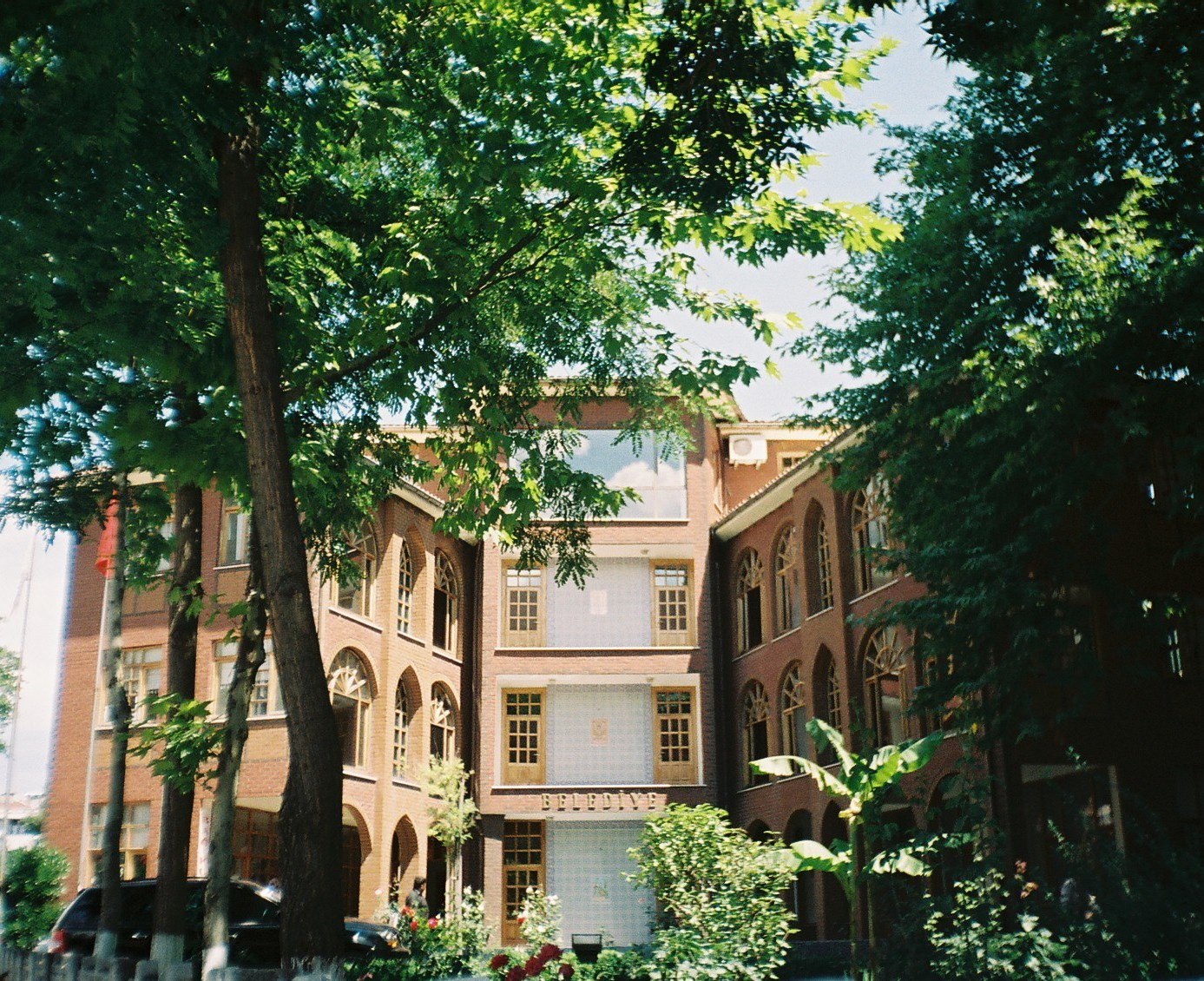
Construcción en el municipio